# Obersee (Glarus)
Der Obersee ist ein See im Oberseetal oberhalb Näfels im Schweizer Kanton Glarus.
Der See liegt auf 983 m ü. M. umrahmt von den Gipfeln des Bärensoolspitz, Brünnelistock und Rautispitz. Er wird vom Sulzbach gespiesen und hat keinen oberirdischen Abfluss.
Am See liegt das Berghotel Obersee mit Sicht auf den See und den Brünnelistock.

## Zugang
Der See ist von Näfels aus per Auto über eine steile 3.-Klass-Strasse erreichbar. Zu Fuss dauert der Aufstieg von Näfels aus ca. 75 Minuten.

## Wasserpest
Der Seegrund wird seit 2012 wie kaum ein anderes Gewässer in der Schweiz von der aus Nordamerika eingewanderten, invasiven Nuttalls Wasserpest-Pflanze (auch schmalblättrige Wasserpest genannt) überwuchert. Sie verdrängt die einheimischen Armleuchteralgen (Characeen) und ist nur sehr schwer zu bekämpfen. Der Bestand schwankt von Jahr zu Jahr stark.

## Wanderwege
Der See kann auf einem Spazierweg in ca. einer Stunde umrundet werden. Wer es lieber länger mag, kann in 3 h 45 min. auf dem Ahornen-Rundweg Nr. 823 den Talkessel umwandern. Ausserdem führt die 2. Etappe der Via Glaralpina am See vorbei. Über den Längeneggpass gelangt man vom Obersee nach Richisau in der Gegend des Klöntalersees.

## Einzelnachweise

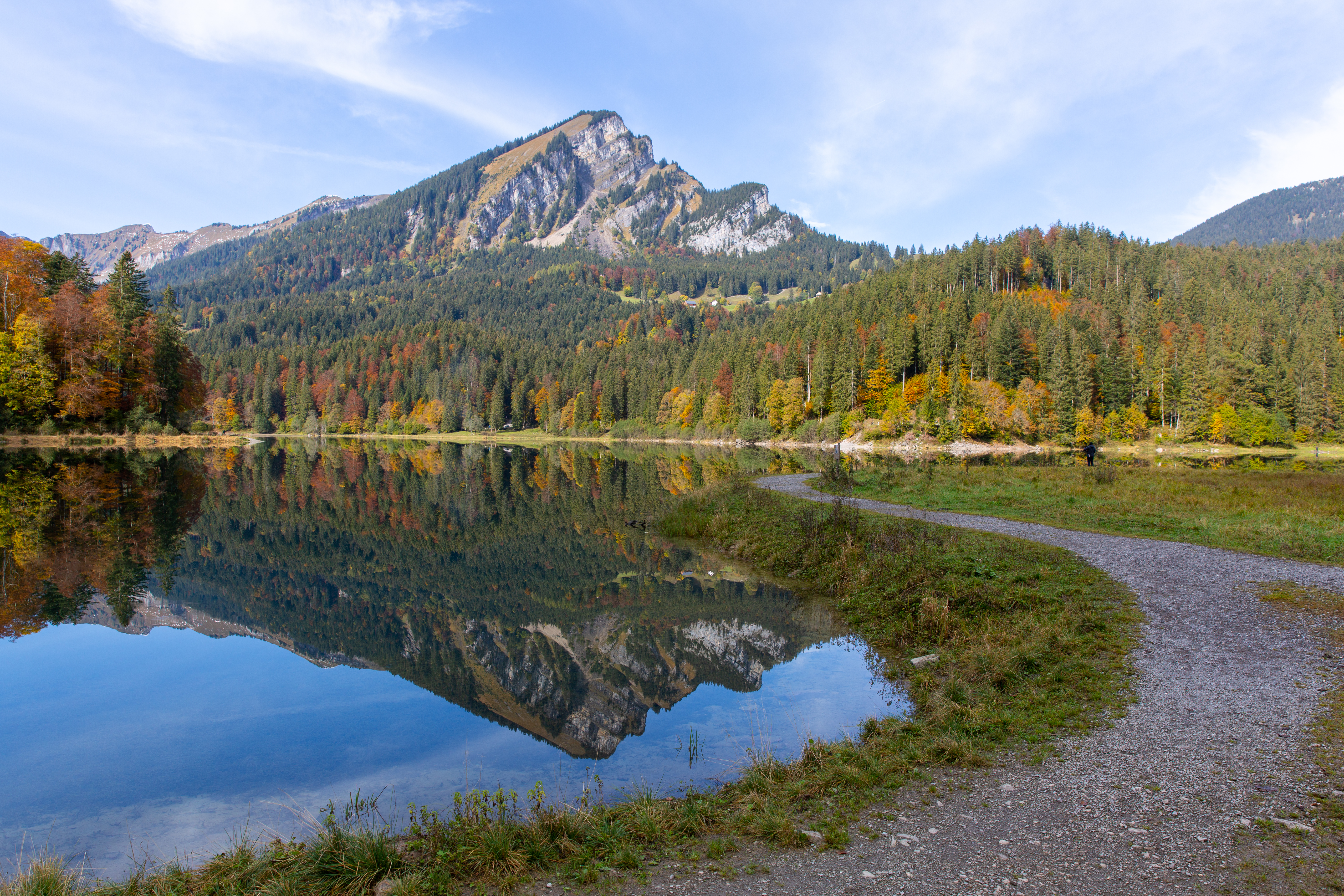
Obersee mit dem Bärensoolspitz